# Sainte-Anne-de-la-Rochelle
Sainte-Anne-de-la-Rochelle är en kommun i provinsen Québec i Kanada. Den ligger i regionen Estrie, i den sydöstra delen av landet, 260 km öster om huvudstaden Ottawa.